# Saika Ikki
Ikki Saika o Saiga Ikki (雑賀一揆?   también conocidos como Clan Saiga), con base en Ōta, en la provincia de Kii, fueron uno de los muchos Ikkō-ikki (guerreros fanáticos budistas) grupos en el Japón feudal dirigidos por Saika Magoichi'. En particular, los miembros de la Saika Ikki, junto con los monjes de la Negoro-ji, fueron reconocidos por su experiencia con el arcabuz, y por sus armeros de expertos y fundiciones. Ambos grupos llegaron a la ayuda de la Ishiyama Hongan-ji, la catedral fortaleza central de la Ikkō-ikki que fue sitiada por Oda Nobunaga entre 1570 y 1580. El lema de la ciudad se traduce en Inglés como: "Stand strong and do not forget". Su propia fortaleza, el castillo de Ota (cerca del sitio de la actual castillo de Wakayama), fue sitiado por Nobunaga en 1577. El monasterio fue atacado de nuevo varios años más tarde por Toyotomi Hideyoshi, en castigo por su oposición a su antiguo señor, Oda.